# Szczawnica
Szczawnica (udtale: [ʂt͡ʂavˈɲit͡sa]; Rusyn: Щавниця) er en kurby og kommune (Gmina) i det sydøstlige Polen. Den ligger i voivodskabet Lillepolen (Województwo małopolskie) og har 5.465(2021) indbyggere, og et areal på 		32,9 km². Den er en del af powiat (amt) Nowy Targ.

## Kurby
Szczawnica har været en velkendt ferieby siden midten af det nittende århundrede. På grund af kombinationen af alkaliske kilder, Almindelig syre og gunstige klimatiske forhold behandles mange luftvejs og fordøjelse-sygdomme der. I 2005 blev den populære lokale spa, af Polens regering, officielt tilbageleveret til dets ejere før krigen – grev Stadnicki-familien. Spaen har næsten to hundrede års historie. Dens sidste private ejer var grev Adam Stadnicki, hvis barnebarn – Andrzej Mańkowski – er grundlæggeren af Spmuseet i centrum af Szczawnica på Dietl-pladsen (2009). Museet for feriestedet Szczawnica har til formål at præsentere mere end 350 forskellige typer artefakter forbundet med den lokale terapier, arkivdokumenter, tegninger, planer over bygninger, gamle fotografier, postkort og bøger.
Szczawnica har mange skiløbløjper og pister.